# آمپارو لارانیاگا
آمپارو لارانیاگا (اسپانیایی: Herbert Selpin‎؛ ‏۲۶ مارس ۱۹۶۳) بازیگر اهل اسپانیا است.

## زندگی هنری
آمپارو لارانیاگا مرلو در خانواده‌ای هنرمند به دنیا آمد: پدربزرگ و مادربزرگش ماریا فرناندا لادرون د گوئه‌وارا و ایسمائل مرلو بودند؛ خاله‌اش آمپارو ریوه‌یس؛ مادرش ماریا لوئیسا مرلو و پدرش کارلوس لارانیاگا. همچنین سه برادر دارد: کاکو لارانیاگا، لوئیس مرلو و پدرو لارانیاگا که همسر بازیگر مشهور، ماریبل وردو است.
لارانیاگا در چنین فضای هنری‌ای رشد کرد و خیلی زود تصمیم گرفت زندگی خود را وقف بازیگری کند. در ۱۵ سالگی برای نخستین بار روی صحنه رفت و در نمایش تنها در این سرزمین (۱۹۷۸) نوشتهٔ مانوئل آلونسو آلکالده ایفای نقش کرد. این آغاز راهی بود که او را طی بیش از سی سال به یکی از چهره‌های پرتکرار و برجستهٔ صحنه‌های تئاتر اسپانیا تبدیل کرد. تنها یک سال بعد، در نمایش لانهٔ زنبور اثر الوی اِرِرا، در کنار کتا کلاور ظاهر شد. پس از آن در نمایش‌های گوناگونی شرکت داشت، از جمله پرواز کوتاه خروس (۱۹۸۰) نوشتهٔ خایمه سالوم همراه با مادرش، طوفان‌ها بازنمی‌گردند نوشتهٔ سانتیاگو مونکادا در کنار خسوس پوئنته و آئورورا ردوندو، پایین رفتن به محلهٔ مورو (۱۹۸۵) نوشتهٔ خوزه لوئیس آلونسو د سانتوس، لاسارو در هزارتو (۱۹۸۶) اثر آنتونیو بوئرو بایخو و دههٔ هشتاد مال ماست (۱۹۸۸) از آنا دیوسدادو.
نخستین تجربه‌اش مقابل دوربین نه به‌عنوان بازیگر بلکه به‌عنوان مجری بود؛ او در ۱۸ سالگی، در آوریل ۱۹۸۱، در کنار ماریا کاسال در برنامهٔ تلویزیونی تشویق روی آنتن رفت.. با این حال، تنها دو ماه بعد جای خود را به آدریانا اسورس داد. با این وجود، خیلی زود وارد عرصهٔ بازیگری در تلویزیون شد و در مجموعه‌هایی همچون قطعاتی از درون (۱۹۸۴) بر اساس رمان کارمن مارتین گایته، نیمهٔ پرتقال (۱۹۸۶) ــ نخستین سریالی که نقش اصلی‌اش را بازی کرد و بابت آن جایزهٔ جایزه زرین برنامه‌های تلویزیونی برای بهترین بازیگر زن را دریافت کرد ــ و روزنامه‌نگاران (۲۰۰۰–۱۹۹۸) در نقش لائورا ماسراس، به کار خود ادامه داد.
حضور او در سینما در مقایسه با تئاتر و تلویزیون محدود بوده و تنها در چند فیلم بازی کرده است. از میان آن‌ها می‌توان به لالایی (۱۹۹۴) ساختهٔ خوزه لوئیس گارسی اشاره کرد که برجسته‌ترین اثر سینمایی او به‌شمار می‌آید.
در ژوئیهٔ ۲۰۲۰، بازگشت لارانیاگا به تلویزیون پس از ۱۳ سال با نقش اصلی در سریال مردان پاکو تأیید شد.

## زندگی شخصی
آمپارو لارانیاگا در ۱۹ فوریهٔ ۱۹۸۲ با بازیگر همکارش پپه سانس در شهرداری پوثوئلو د آلارکن ازدواج کرد. در ۲۶ ژوئن همان سال، نخستین فرزندش را به دنیا آورد و نام او را به افتخار پدربزرگ تازه‌درگذشته‌اش «ایسمائل ویسنته» گذاشت. این زوج در سال ۱۹۸۹ از یکدیگر جدا شدند.
او بعدها برای دومین بار با آنخل پلانا ازدواج کرد و در سال ۱۹۹۹ صاحب دومین فرزندش به نام آنخل شد.
در ۵ فوریهٔ ۲۰۰۳، آمپارو لارانیاگا به همراه گروهی از بازیگران از صحن مجلس نمایندگان اسپانیا (کنگرهٔ نمایندگان) اخراج شد؛ علت این اقدام، نمایش تی‌شرت‌هایی با شعار تبلیغاتی آشکار «نه به جنگ» بود که اعتراض آن‌ها را نسبت به اعزام نیروهای نظامی اسپانیا به عراق نشان می‌داد.